# Glossotrophia albomarginata
Glossotrophia albomarginata är en fjärilsart som beskrevs av Hans Reisser 1961. Glossotrophia albomarginata ingår i släktet Glossotrophia och familjen mätare. Inga underarter finns listade i Catalogue of Life.